# Personaggi di Hitman 2 (videogioco 2018)
Segue una lista dei personaggi principali del videogioco Hitman 2.

## Bersagli

### Alma Reynard
Alma Reynard è un'infiltrata di campo e un'ufficiale dell'intelligence, ricercata per vari reati di ecoterrorismo. È un'agente attiva nella milizia del Cliente Ombra. Nata in una famiglia di nazionalisti baschi, Alma è cresciuta con un forte odio per l'establishment. Quando entrambi i suoi genitori andarono in prigione per aver fatto esplodere delle bombe in un centro commerciale a Barcellona, Alma Reynard andò a vivere con i parenti nel Midwest, dove si mise in contatto con l'Esercito Pristine, un gruppo militante anarco-primitivista ormai defunto, che infuriava contro la globalizzazione e la tecnologizzazione della società moderna. Tuttavia, Alma Reynard trovò presto la loro agenda troppo stellata: non era mai stata una reazionaria, semplicemente anti-corporativa e, a suo avviso, i veri nemici erano le multinazionali e le loro procure governative, che mettono in pericolo il clima mantenendo lo status di privilegiati.
Alma Reynard e Sean Rose hanno avuto una figlia, ma non riescono a vederla a causa della loro dedizione alla loro causa e il loro status di criminali ricercati.
Diana commenta che Alma Reynard è il maestro dei travestimenti come l'Agente 47.

### Robert Knox
Inventore visionario e innovatore tecnologico, Robert Knox è l'amministratore delegato della Kronstadt Industries. Uomo d'affari anticonformista, ha guidato la Kronstadt Industries all'avanguardia dello sviluppo tecnologico. Lui e sua figlia Sierra sono i capi del reparto sviluppo robotica della Kronstadt Industries e, in base ai dati del computer di Reynard, i disertori di Providence, probabilmente per la paura di essere i prossimi nel mirino del cliente ombra. A causa dei recenti omicidi dei capi delle grandi aziende, Knox sente la terra mancargli sotto i piedi e contatta i terroristi della "Milizia" attraverso il dark web per proporre loro un patto: se lo risparmiano, lui darà loro le chiavi digitali d'accesso a tutto ciò che la Kronstadt ha per le mani, compresi i tantissimi sistemi di sicurezza usati dalle grandi compagnie.
Knox è il figlio nato in America di un ricco uomo d'affari tedesco: crescendo diventa un prepotente scaltro, insensibile ed egocentrico che si fa strada nella vita a suon di minacce e lusinghe. Robert parte dal basso, spendendo i soldi del padre per avviare una serie di piccole startup, che falliscono tutte perché preferisce concentrarsi sul prodotto piuttosto che sullo sviluppo commerciale. All'età di 21 anni la famiglia riesce a fargli avere un dottorato al Caltech, dove comincia a lavorare sulla robotica e sull'intelligenza artificiale. Qui Knox conosce una giovane ricercatrice, Florence Underwood, della quale si innamora e dalla quale ha una bambina, Sierra; purtroppo, Florence muore a causa di una sepsi in seguito al parto, lasciando Robert da solo a occuparsi contemporaneamente della figlia e della carriera. Knox esce dal Caltech con una manciata di brevetti e fonda la Kronstadt Industries; tuttavia, le sue abilità come uomo d'affari non sono migliorate e, nel corso degli anni, sarà la capacità di Knox di manipolare le persone attraverso minacce, processi e tangenti a tenere a galla la compagnia. Le sue competenze tecniche e la sua reputazione catturano l'attenzione di un potente gruppo di persone e un giorno, dopo aver stretto la mano di un uomo strano e anonimo, la Kronstadt vince un appalto estremamente redditizio con l'esercito americano per lo sviluppo di soldati robot. Tre anni dopo la Kronstadt Industries viene quotata in borsa valori e il mercato azionario esplode. All'improvviso, tutti quelli che contano conoscono Robert Knox che, con il suo carattere spavaldo, si trova perfettamente a suo agio nello stare al centro dell'attenzione. Nel decennio che segue, Knox si costruisce attentamente l'immagine di AD anticonformista disposto a prendersi dei rischi per aggiudicare alla sua compagnia - e ai suoi azionisti - una bella fetta del mercato in espansione ralativo alla robotica in campo medico, nonché disposto ad assecondare qualsiasi trovata pubblicitaria del suo ufficio marketing: comincia a uscire con attrici famose e presto si ritrova regolarmente sulle copertine di tabloid e riviste del settore; sviluppa un interesse per le macchine da corsa e presto fonda il suo team servendosi dei brevetti della Kronstadt per migliorare le prestazioni delle sue auto. Un giorno, mentre lavora all'installazione di un applicatore ad azoto sul suo nuovo prototipo di auto, qualcosa va storto: Knox resta ustionato e nonostante gli sforzi dei chirurghi del GAMA porta le cicatrici dell'incidente ancora oggi.

### Sierra Knox
Geniale figlia (respinta) di Robert Knox, Sierra non è solo una maga della finanza, ma anche una pilota da corsa estremamente competitiva, con un temperamento acceso. Inserita nella classifica dei "30 under 30" più influenti al mondo da Vorbes (parodia della rivista statunitense Forbes), ha avuto un'infanzia difficile: sua madre muore a causa di alcune complicazioni durante il parto e ancora oggi Sierra crede che suo padre la ritenga responsabile dell'accaduto. Sierra cresce con un padre sempre concentrato sul lavoro e si impegna per essere sempre migliore degli altri, lui compreso, anche con atteggiamenti imprudenti: all'età di 17 anni, preoccupata di riuscire a vincere una gara di velocità contro un'altra studentessa del liceo, paga un uomo per assicurarsi che l'avversaria non partecipi alla competizione; la ragazza resta costretta sulla sedia a rotelle per sempre, mentre Sierra vince la gara senza problemi. Sierra Knox userà questa tattica più e più volte per avere la meglio nell'atletica e nella vita in generale. Si è laureata in economia e diritto internazionale all'età di 21 anni all'Università di Harvard e, senza dirlo a suo padre, ottiene un posto alla Kronstadt Industries, dove lavora sodo per arrivare in cima al reparto finanziario, ottenendo infine un colloquio per il posto di direttore finanziario al cospetto di un Robert Knox un po' sorpreso. Sierra Knox diventa una figura fondamentale per gli introiti dell'attività di famiglia e sigla una serie di accordi con rappresentanti stranieri. Tra questi s'inserisce la controversa decisione di testare sul campo del materiale bellico robotico in diverse nazioni canaglia; le vittime civili non vengono ufficialmente registrate come danni collaterali di quelle prove ma l'informazione, però, trapela egualmente dai rapporti interni. Sierra soffre di un grave complesso di inferiorità nei confronti del padre e cerca sempre di dimostrargli quanto vale, ma molto spesso non ci riesce. Non è mai riuscita a capire se al genitore importi davvero di lei oppure no e a causa di questa insicurezza agisce irrazionalmente o in modo violento, ed è conosciuta per essere una che si impegna a fondo nel lavoro e ancora di più nel far festa.
Al momento del suo assassinio da parte di 47, Sierra Knox era molto concentrata sulla squadra automobilistica della Kronstadt ed era la pilota di punta della gara automobilistica annuale Global Innovation Race, corsa che aveva vinto diverse volte.

### Rico Delgado
Rico Delgado è il capo dittatoriale dei Delgado, un'organizzazione criminale a gestione familiare con base in Colombia. Grazie al suo fascino e al suo carattere spietato, Rico plagia le menti dei suoi avversari e anche dei suoi partner, e preferisce agire alla vecchia maniera, mettendo le persone davanti alla scelta tra soldi e piombo. Agli inizi degli anni 1990, Rico Delgado cresce con il fratello minore Héctor nel mutevole ambiente del narcotraffico. Rico viene subito designato come successore del padre, ed è chiamato a sostituirlo ben prima del previsto, dopo il giro di vite del governo colombiano dei primi anni 2000. Il giovane Rico è costretto a fuggire dalla tenuta di famiglia insieme con la madre e il fratello minore quando i militari cominciano a bombardare il complesso. Nei giorni seguenti, Rico vede la foto del padre morto sul giornale e il dolore negli occhi della madre. Dopo aver vissuto con i parenti della madre a Santiago del Cile e aver passato le estati dove lo zio Fernando gestisce il malfamato cartello dei Delgado dal suo vigneto, Rico decide di tornare in Colombia per ricostruire l'impero del padre. Si trova davanti a un paese in rovina, dove però gli abitanti si ricordano ancora di Don Delgado e di quello che ha fatto di buono per la gente del posto. Senza avere una grande simpatia per i militari, i residenti aiutano Rico a ricostruire parte del quartiere. Rico scopre che gli abitanti hanno anche continuato a prendersi cura dei campi di coca della zona e così comincia a pianificare la ricostruzione dell'impero dei Delgado: ridare lustro al nome della famiglia diventa lo scopo principale della sua vita.
Grazie all'assistenza sporadica di Héctor Delgado e al supporto continuo di Andrea Martinez, la figlia adottiva di Don Fernando Delgado, Rico si riappropria velocemente dei contatti tra la famiglia Delgado e i vecchi trafficanti ricostruendo la rete da cima a fondo. Per cominciare, il trio si concentra su diversi tipi di contrabbando per mantenere un profilo basso e costruire una rete logistica solida, per poi tornare a occuparsi di droga. Nel 2009, Rico Delgado si mette in contatto con il vecchio chimico dello zio, lo porta in Colombia e insieme avviano una nuova linea di produzione nascosta nella giungla vicina.

### Jorge Franco
Jorge Franco nasce a Santiago in un periodo in cui il Cile comincia lentamente a fare veri progressi come Stato e come società. Da bambino, Franco si ritrova spesso a origliare le strane conversazioni dei suoi genitori in lingue straniere e vede suo padre incontrare uomini corpulenti che chiaramente non lavorano per il governo. La violenza domestica è all'ordine del giorno a casa Franco, e i bambini imparano presto a restare fuori casa quando il padre ha la luna storta. Nel 1973 Pinochet prende il potere e dà inizio a un regime di violenza; Jorge Franco senior scompare senza lasciare traccia una sera del 1976 e due settimane dopo, Franco e i suoi fratelli attraversano il confine con l'Argentina; da lì, viaggiano verso gli Stati Uniti, Franco non avrà mai la certezza di come sua madre sia riuscita a farli arrivare negli USA, più avanti deduce che la madre deve aver semplicemente riferito al governo statunitense tutto ciò che aveva origliato nelle conversazioni tra il marito e i russi che frequentavano casa loro.
Franco si laurea in scienze naturali nel 1980 e ottiene un lavoro come insegnante di chimica e fisica presso la scuola superiore locale, dove resta per molti anni, tempo durante il quale sviluppa una dipendenza dal gioco d'azzardo. Dopo la destituzione di Pinochet, Franco decide di tornare in Cile per scoprire le sue radici; la madre è morta da qualche anno e Franco non ha mai creduto che gli Stati Uniti potessero essere la sua casa. Inoltre, è indebitato fino al collo con dei gangster locali a causa della sua abitudine di puntare sempre sul cavallo sbagliato. Franco scappa lasciando moglie e figlio piccolo a badare a sé stessi. Non trova suo padre, ma s'imbatte in una serie di persone poco piacevoli a causa della sua abitudine di scommettere su qualsiasi cosa si muova. Una di queste persone è Fernando Delgado, piccolo produttore di vino, nonché famoso produttore di droga, che è solito prestare soldi in cambio di favori. Dopo aver scoperto che Franco è un chimico dotato, Delgado si offre di cancellare tutti i suoi debiti in cambio del suo lavoro come chimico. Franco accetta e si trova perfettamente a suo agio nel nuovo ruolo e resta con i Delgado fino al 2004, fino a che tutto quello che lo circonda non gli crolla addosso: Don Fernando e suo figlio Manuel restano uccisi in un assurdo incidente (in realtà assassinati da 47 nella missione «L'annata buona» di Hitman: Blood Money) e l'impero viene distrutto. Franco, che teme per la sua vita, si nasconde e qualche anno più tardi sarà Rico, il nipote di Fernando Delgado, a trovarlo e portarlo in Colombia. Tuttavia, Franco non sarà mai più lo stesso.
Franco lavora ormai con Rico Delgado e la sua partner Andrea Martinez da più dieci anni, ha sviluppato molti nuovi tipi di cocaina per un mercato sempre più affamato ed è a tutti gli effetti il socio del cartello dei Delgado. Ogni tanto ha delle ricadute e scommette di nuovo, ma riesce a concentrarsi sempre di più sul suo ruolo di produttore all'interno dell'attività. Sembra che Jorge Franco passi del tempo nella giungla a caccia di piante rare che usa nei suoi esperimenti per potenziare la droga.

### Andrea Martinez
Andrea Martinez è un'ex direttrice marketing spietata che lavora per l'impero dei Delgado. Prima di essere trascinata sulla cattiva strada dai suoi amici criminali, i fratelli Rico e Héctor Delgado, ha lavorato nel mondo della pubblicità per un paio d'anni. Non ha alcun interesse nel far male alle persone, ma il fascino del mondo del narcotraffico rappresentato dai due fratelli è così attraente che quando Rico le chiede di aiutarli a ricostruire l'impero dei Delgado, lei non ci pensa due volte prima di lasciare il lavoro e unirsi a lui e a Héctor.
Andrea Martinez nasce in un ambiente dominato dal traffico di droga, ma è destinata a non farne parte. Figlia minore di un capo di un cartello della droga cileno, passa la sua infanzia a giocare negli immensi campi di coca della tenuta di campagna della sua famiglia. All'età di 14 anni, il padre, preoccupato di tenere la figlia il più lontano possibile dal narcotraffico, decide che l'avrebbe mandata all'estero a studiare mentre i fratelli avrebbero preso il controllo dell'attività di famiglia. Purtroppo però, solo una settimana prima della partenza di Martinez per gli Stati Uniti, l'esercito governativo distrugge la tenuta della sua famiglia e trucida tutti quelli che si trovano all'interno tranne lei, che quel giorno si trovava in visita dallo "zio" Fernando Delgado, il quale la adotta e la tratta come fosse figlia sua.
Per onorare il desiderio dell'amico, Fernando la manda negli Stati Uniti a studiare. Andrea torna di nuovo in Cile nel 2004, dove vive nella villa dello zio Fernando per qualche mese prima di trasferirsi a Santiago del Cile, dove stringe amicizia con Rico Delgado. Decisa a onorare il desiderio del padre e le aspettative dello zio, ottiene un lavoro nel campo della pubblicità e lavora per un paio d'anni come direttrice marketing. Quando Don Fernando Delgado e suo figlio Manuel vengono uccisi da 47 in quello che sembra un tragico incidente, Andrea Martinez capisce che dev'esserci una mano nascosta dietro a queste morti e alla conseguente distruzione del cartello: i fantasmi del passato tornano a galla e Andrea, sentendo che la sua vita è in pericolo, scappa dal Cile e finisce in Colombia con Rico Delgado e suo fratello Héctor. Il trio dà inizio a quello che diventerà il rinnovato cartello dei Delgado, avviando un nuovo business dove Martinez si sporca le mani creando una serie di tutele legali per quello che diventa rapidamente un impero criminale.
Andrea Martinez è parte vitale dell'organizzazione Delgado, viaggia per il mondo usando diverse identità fittizie per ampliare l'attività e assicurarsi che tutto proceda senza intoppi. Se Rico Delgado è responsabile della parte che riguarda il traffico, Andrea Martinez è responsabile della parte economica e rappresenta anche la facciata legale dell'attività: si occupa di corrompre gli ufficiali, delle estorsioni e di raccogliere le informazioni necessarie a tenere sotto controllo gli altri cartelli. Inoltre, Andrea fa in modo di sviare l'attenzione del pubblico da Rico Delgado servendosi della sua abilità nel mentire e ricattare le persone basandosi sulle informazioni raccolte attraverso reti come IAGO.

### Vanya Shah
Membro anziana della malavita di Mumbai, Vanya Shah crede di essere la regittima sovrana della città. Donna spietata e insensibile proveniente da una lunga stirpe di "dacoity" (banditi tipici dell'India), Shah si è fatta strada tra le file della malavita di Mumbai in virtù non solo delle sue origini ma anche delle abilità che aveva acquisito da ragazza durante le sue attività criminali fuori città, che includevano numerose sparatorie e uccisioni dei propri avversari, che sfruttò a dovere per acquisire una forte presa sulle baraccopoli e i sobborghi di Mumbai al fianco di Maelstrom e Dawood Rangan.
Dopo lo scioglimento dei "Corvi" per mano della mafia di Mumbai, Shah fuggì dalla città con Maelstrom e Rangan e con loro salpò per il Mar cinese meridionale. Il suo periodo come pirata risultò molto duro e Shah non si adattò mai completamente a quella vita, risultando un'esperienza traumatica per lei. Tutte quelle volte in cui si era ritrovata a un passo dalla morte e l'ultimo scontro con le forze speciali cinesi durante il raid alla superpetroliera Francis King nel 2014 la lasciarono a pezzi: vedere Maelstrom abbandonare la propria gente mentre piano piano cadeva preda di una spirale di follia è sufficiente a far impazzire anche lei. Shah non ricorda come sia tornata a Mumbai, ma quando finalmente è di nuovo a casa si ritrova sotto le cure della sua fidatissima consigliera Rima. Shah, dal suo ritorno, si è autoproclamata Regina dei sobborghi. Controlla ampie porzioni della città attraverso la sua vasta rete di informazioni e controlla la fornitura di acqua e di energia elettrica alle baraccopoli. Coloro che si oppongono al suo regno finiscono morti nelle fogne o nei canali dei sobborghi, spesso solo come scopo dimostrativo.
Nel suo diario personale, Vanja afferma di averne abbastanza del suo ex-amico e alleato Dawood Rangan, che definisce un "grasso donnaiolo", e ne ordina l'assassinio assumendo il Kashmiro, ma questi  ha contattato lo stesso Rangan offrendosi di eliminare Shah per il doppio del compenso; Rangan ha accettato e ha pagato metà della somma in anticipo. Tuttavia, il Kashmiro ha deciso di assassinarli entrambi, prima Rangan (per farsi pagare il compenso originario da Shah) e poi Shah. Se il contratto di Rangan andrà a buon fine, Shah gli dirà che "Maelstrom" capirà le sue azioni. Non sapeva che anche Maelstrom stava progettando di ucciderla.

### Dawood Rangan
Il produttore part-time di Bollywood - ma criminale a tempo pieno che lavora con "Maelstrom" per abbattere le risorse di Providence in Asia - Dawood Rangan è un uomo imponente con un grande sorriso intimidatorio, un paio di baffi virili e una calda stretta di mano. Conosciuto per distribuire mazzette ai funzionari della città e cercare al contempo di non pagare le proprie comparse, Rangan è in realtà un criminale spietato coinvolto nel gioco d'azzardo clandestino, nell'estorsione e nel racket della protezione. Usa i suoi film per il riciclaggio di denaro sporco e trasferire soldi in giro per l'India attraverso una vasta gamma di società di produzione di discreto successo.
Originario della parte meridionale dell'India, Rangan è arrivato a Mumbai all'età di sette anni. Ha perso entrambi i genitori all'età di nove anni e ha vissuto per lungo tempo nelle strade di Mumbai, unendosi alla gang di strada nota come  "I Corvi" (The Crows) accanto a Wazir Kale e Vanya Shah. Quando le cose si mettono male per la banda, si è unito ai suoi due amici per intraprendere una serie di missioni piratesche nel Mar cinese meridionale, che si concludono con il catastrofico dirottamento della petroliera Hamsun Oil. Dopo l'incidente, Rangan tornò a Mumbai e riallacciò i rapporti con i vecchi associati. Il suo talento per l'autopromozione e il talento per le truffe gli hanno dato la possibilità di lavorare come produttore di Bollywood, un ruolo a cui si è rapidamente appassionato. Lavorare sia come gangster sia come produttore cinematografico ha fatto arricchire in fretta Rangan e stava andando bene per sé quando il suo vecchio amico, Wazir Kale, alias "Maelstrom", arrivò a Mumbai con un consistente conto bancario e progettò di rovesciare i leader segreti del mondo. Rangan è il classico criminale impegnato in reati finanziari come estorsione, frode, riciclaggio di denaro, truffe assicurative e contrabbando d'oro. Non è al di sopra della violenza e dietro al suo sorriso vive un sociopatico che si preoccupa poco della vita degli altri. Rovinerà tutto ciò che incontra se serve ai suoi scopi, ma è riuscito a creare un personaggio pubblico che non incarna altro che qualità positive. È benvoluto dalla popolazione di Mumbai perché è stato in grado di spendere i soldi di altre persone su progetti di prestigio che possono fare ben poco per migliorare il futuro degli abitanti ma che sono sempre riusciti a portarlo in tv e sulle prime pagine dei giornali.

### Wazir Kale
Wazir Kale è un famigerato pirata del Mar cinese meridionale meglio noto con il suo nome da battaglia "Maelstrom". Maelstrom e la sua banda di criminali senza scrupoli sono stati il flagello del settore durante il periodo post-recessione ma il suo regno di terrore è finito nel 2014 con il dirottamento della superpetroliera Francis King: le forze speciali cinesi assalirono la nave provocando la morte di una decina di soldati e della maggior parte della ciurma di Kale, mentre questi riuscì a fuggire di nascosto.

### Janus
Janus è stato una spia leggendaria del KGB durante la guerra fredda, nonché prima "Costante" (Constant) di Providence. Le vere origini di Janus sono un mistero (soprattutto perché si è preoccupato di cancellare accuratamente ogni traccia del suo passato). Si dice che sia nato in Bielorussia (ai tempi parte dell'Unione Sovietica), figlio di umili contadini, mentre altri sostengono che discenda da comunisti di rango elevato e che sia figlio illegittimo di Nikita Chruščëv. Tutte le storie che girano intorno a lui non fanno altro che alimentare la leggenda.
Comunque, tutti concordano sul fatto che Janus fosse un maestro dello spionaggio e del controspionaggio, forse la migliore spia del ventesimo secolo; eseguiva il suo lavoro con zelo e dedizione. Durante la guerra fredda, Janus diresse il ramo speciale "Sesta colonna" alla Lubjanka e ancora oggi resta l'unica super spia del KGB ad aver inserito agenti dormienti agli altri gradi sia di Langley sia dell'MI6. Nel 1979, quando l'ambasciatore sovietico negli USA pianificò di sconfiggere l'occidente, fu a Janus che venne la brillante idea di ordinare al campione di scacchi Jasper Knight di avvelenare l'ambasciatore con un pezzo ricoperto di ricina durante una partita privata. In seguito, Janus orchestrò la fuga di Knight attraverso la Cuba comunista. In realtà, fece in modo di incastrarlo per un omicidio con lo scopo di coprire le attività relative a una delle sue scuole di spionaggio che stava prendendo piede negli USA.
Dopo che Breznev ascese al potere, Janus cominciò a pensare che la guerra fredda non portasse da nessuna parte. Sapeva che disertare non poteva essere la soluzione, in quanto gli americani erano altrettanto miopi ed egocentrici. Fu in quel momento che Providence gli propose un'alternativa: si trattava di un'organizzazione molto influente e con un enorme potere, ma non inibita da interessi politici, ideologici e nazionali, quindi una "terza possibilità". Janus divenne segretamente la prima Costante di "Providence", supervisionò l'Istituto per il progresso umano di Wolfgang Ort-Meyer e incontrò il "soggetto 47" quando era ancora un bambino. Nel 1988 - appena un anno prima del collasso dell'URSS - lasciò il KGB dopo aver avuto problemi con l'amministrazione. Dopo le rivolte del 1989 presso l'Istituto, Janus fu colui che costrinse Ort-Meyer a sottoporre i soggetti rimanenti alla procedura neurale nota come "L'azzeramento" (the wipe), che consisteva nel cancellare la memoria e le emozioni dei soggetti, dando vita all'Agente 47 così come lo conosciamo oggi. In seguito, Ort-Meyer cercò di vendicarsi di Janus incaricando 47 di ucciderlo, ma l'omicidio non andò a buon fine. Nel 1991 fondò The Ark Society, il più esclusivo del mondo, i cui membri sono dei plutocrati survivalisti che temono il crollo della civiltà e sono disposti a pagare ingenti somme di danaro pur di assicurarsi la sopravvivenza.
Sebbene Providence consideri Janus innocuo, l'attuale Costante tiene ancora qualche Araldo (Herald) assegnato a lui per assicurarsi che il vecchio non si lasci scappare alcuna informazione riservata.
La precaria condizione di vita di Janus nel Vermont potrebbe essere stata ispirata da Aleksandr Solzhenitsyn, dissidente sovietico e Premio Nobel per la letteratura nel 1970 che fuggì dall'URSS, stabilendosi infine a Cavendish, nel Vermont nel 1976.
Janus è anche il nome di un'organizzazione criminale del film di James Bond del 1995 GoldenEye, dove Alec Trevelyan, l'antagonista del film interpretato da Sean Bean, deve cercare la vendetta su Gran Bretagna e Russia rubando e lanciando un EMP Goldeneye, satellite artificiale in grado di paralizzare i sistemi informatici, sulla Gran Bretagna.
Janus ha un altro riferimento a un cattivo principale di James Bond: il generale Georgi Koskov del film del 007 - Zona pericolo (The Living Daylights), in cui questi orchestra l'omicidio di 007 con l'aiuto della sua amante Kara Milovy, manipola la politica e prende il controllo del KGB per rafforzare l'Unione Sovietica.
Janus è menzionato nella missione "La prova finale" come diretto superiore sia di Jasper Knight sia dell'ufficiale del KGB Cilas Netzke.

### Nolan Cassidy
Nolan Cassidy è un "Araldo" (Herald) di Providence e risponde direttamente alla "Costante" (Constant). Nato in una famiglia di militari, cresce tra una base militare e l'altra in giro per gli USA. Si arruola all'età di 18 anni, combatte nella guerra del Kosovo e torna a casa con molte medaglie. Sente di voler fare ancora di più per la sua patria e si unisce al ramo di protezione dei servizi segreti nel 2000. Cassidy è in servizio quando il Vicepresidente degli Stati Uniti d'America Daniel Morris viene assassinato dall'Agente 47 nel 2005. Di conseguenza viene licenziato ed è allora che comincia a lavorare come consulente della sicurezza per il malfamato cartello dei Moreno, una delle risorse di Providence in Sudamerica. Qui fa una buona impressione e viene reclutato come Araldo per gli USA meridionali e l'America Latina.
Si adatta bene alla sua nuova vita in azienda ed eccelle in molte posizioni per più di dieci anni. Quando cominciano gli attacchi a Providence, La Costante assegna Cassidy alla scorta di Janus grazie alla sua esperienza come guardia del corpo. Tuttavia, l'ultima cosa che Cassidy desidera è di fare da badante a una vecchia spia comunista, diventando il bersaglio dei suoi costanti abusi e circondato da una grigia e noiosa periferia.
Nolan Cassidy è una persona gentile e sensibile. È assolutamente ligio alle regole e ha un approccio quasi militaristico alla disciplina; ha perso un solo uomo durante tutta la sua carriera e vuole che le cose restino così. Stoico e paziente, dai suoi uomini pretende estrema disciplina e prende il suo lavoro molto seriamente (troppo seriamente, in effetti, secondo Janus). Dal suo arrivo alla residenza di Janus a Whittleton Creek, Vermont, ha notevolmente rafforzato la sicurezza tanto che persino gli abitanti della cittadina cominciano a notarlo.

### Zoe e Sophia Washington
Le gemelle Zoe e Sophia Washington (afroamericane di 25-30 anni) sono due giovani e ambiziose agenti di Providence nominate presidentesse della Ark Society dopo l'assassinio di Janus da parte di 47. Le gemelle provengono da una famiglia benestante da sei generazioni e il padre di Zoe e Sophia, Byron Washington III, è una delle più importanti personalità di Providence: è il presidente di un gruppo di esperti di stampo conservatore, la fondazione Pax Mundus, un gruppo di esperti molto influenti nell'ambito della geopolitica nonché una delle principali risorse economiche di Providence.
Zoe e Sophia studiano entrambe all'Università di Princeton e sono la personificazione dell'"élite della costa orientale", ma hanno un cuore selvaggio: i loro antenati, giunti dal Benin in catene, praticavano i riti vudù e alle gemelle piace pensare che ci sia anche una vena oscura e selvatica nella discendenza Washington.
All'università, Sophia spinge al suicidio Dierdre Fitzgerald, una ragazza di una confraternita rivale, mentre Zoe è sospettata di gestire un giro di cocaina: la loro reputazione è quasi rovinata, ma il famosissimo avvocato Ken Morgan riesce a salvarle grazie al suo metodo di difesa, ora leggendario, chiamato "Affluenza". All'alba dello scandalo le gemelle scompaiono per un viaggio intorno al mondo in cerca di brivido e avventura; dopo l'incontro furtuito con il famoso cacciatore di tesori Blake Nathaniel in Congo, le gemelle sviluppano una passione per la caccia ai tesori. Presto, Zoe e Sophia assoldano una banda di ex-mercenari della CICADA dal grilletto facile e cominciano ad aggirarsi per gli angoli più remoti del mondo alla ricerca di oggetti antichi senza rispetto per le culture locali né per le vite umane, non fermandosi davanti a niente pur di ottenere il loro bottino. Diverse organizzazioni per la difesa dei diritti umani sospettano che le gemelle siano responsabili della distruzione di un'intera tribù dell'Amazzonia avvenuta durante la loro ricerca della Civiltà perduta, non riuscendo però a sostenere le accuse per mancanza di prove.

## Personaggi secondari

### Moses Lee
Moses Lee è un concorrente rivale di Sierra Knox alla Global Innovation Race. È l'amministratore delegato delle Kowoon Heavy Industries. Il suo vestito può essere indossato. È l'unico altro corridore che può vincere la gara e l'unico altro corridore che può uscire dalla propria auto al pit stop, oltre a Sierra Knox. Vincerà la gara di default, a meno che 47 faccia qualche giochetto per farlo perdere, come ad esempio travestirsi da addetto alla gara e usare la bandiera per squalificarlo. Se vince Moses, salirà sul podio e passerà il resto del gioco nel suo paddock.

### Edward "Ted" Mendez
Edward "Ted" Mendez, ufficiale militare degli Stati Uniti, è il consulente finanziario più influente in ambito militare. Nella missione «Il traguardo» si trova a Miami per far visita a Robert Knox, il quale sta cercando di vendere androidi per scopi militari.

### Andrea Pantano
Andrea Pantano è il pilota del team italiano «Sotterraneo» che partecipa alla Global Innovation Race.

### Hèctor Delgado
Hèctor Delgado è il fratello minore di Rico Delgado ed ex-amante di Andrea Martinez. Le ha recentemente scritto una lettera per cercare di riaverla, lettera che una guardia della villa ha rubato per evitargli l'umiliazione del sicuro rifiuto. Se gli verrà riconsegnata la lettera, fornirà la combinazione della cassaforte dell'ufficio di Rico Delgado, dove si potrà trovare la pistola di Rico. Se Andrea Martinez viene uccisa, si suiciderà.
Don Fernando Delgado era lo zio di Andrea Martinez secondo quanto detto nel gioco, il che renderebbe i due ex amanti Hector e Andrea cugini (oppure cugini acquisti, qualora il padre di Andrea avesse sposato una donna della famiglia Delgado dopo la nascita di Andrea).

### Catalina Delgado
Catalina Delgado è la moglie di Rico Delgado da 11 anni. Rico si era fatto fare un tatuaggio del volto di Catalina diversi anni prima e nei giorni precedenti la missione «Serpente a tre teste» gli ha chiesto di modificarlo per renderlo più somigliante a lei, soprattutto perché è molto impaurita da non essere invecchiata bene.

### Paul Powers
P-Power, soprannome di Paul Powers, è un famoso tatuatore e stella del reality show Tattoo Torment. È giunto a Santa Fortuna, Colombia, per lavorare su Rico Delgado, noto fan dei tatuaggi.

### Karan Dhar
Karan Dhar, soprannominato "Il Kashmiro", è nato negli Stati Uniti ma vent'anni fa è scappato in India, terra nativa di sua madre, a seguito di un'indagine dell'FBI su una serie di omicidi in Texas. In India ha assunto una nuova identità e ora lavora come assassino su commissione per i gangster locali. Nella missione «A caccia del fantasma» si trova a Mumbai per un incarico: inizialmente assunto da Vanya Shah per eliminare Dawood Rangan, ha deciso di moltiplicare il proprio guadagno e ha contattato lo stesso Rangan offrendosi di eliminare Shah per il doppio del compenso; Rangan ha accettato e a pagato metà della somma in anticipo. Il Kashmiro ha allestito una postazione da cecchino su una torre in cima alle scale nel chawl e ha deciso di assassinare prima Rangan (per farsi pagare il compenso originario da Shah) e poi Shah. Tuttavia, non è chiaro il perché abbia deciso di uccidere entrambi, visto che avrebbe potuto accettare semplicemente solo il secondo contratto di Rangan per lo stesso compenso; forse per via delle voci sul ritorno di Maelstrom. Ovviamente, nessuno dei due obiettivi sa del piano del Kashmiro di assassinarli entrambi.

### Richard Wilson
Richard Wilson, noto anche come il "re del barbecue" (BBQ Master), è un residente di Whittleton Creek. Lui e sua moglie Susan Wilson si sono trasferiti da poco a Whittleton Creek e hanno organizzato una festa in giardino della loro casa. Il suo cognome e la sua passione per il barbecue sono un riferimento al personaggio di George Wilson (interpretato da Walter Matthau) del film Dennis la minaccia (1993). Il suo vestito può essere indossato da 47.

### Susan Wilson
Susan Wilson è la moglie di Richard Wilson. Può essere trovata dalla festa di Wilson, mentre saluta e parla con gli ospiti del loro barbecue di benvenuto; numerosi ospiti spiano dentro la loro casa, che è piena di mobili nuovi e di altri oggetti di lusso di fascia alta - uno di questi ha buone ragioni per credere che ella sia segretamente Cassandra Snow, l'autrice di romanzi d'amore per adulti di grande successo.

### Charles Blake III
Charles Blake III è un politico che sta visitando porta a porta i cittadini di Whittleton Creek per cercare di guadagnare voti. Il suo vestito può essere indossato dall'Agente 47.

### James Batty
James Batty è un residente di Whittleton Creek, e ha intentato una causa civile contro Janus e il suo atterraggio annuale di un elicottero, in quanto spaventa gli uccelli nidificanti e una rara specie di rane, la rana pickerel (rana palustris). Nella causa intentata da Batty si fa anche riferimento a Nolan Cassidy e alla sua sorveglianza "illecita" in giro per la cittadina. La sua casa è sotto fumigazione e vive nel suo capanno. È molto loquace e parla ogni volta che può. Il suo vestito può essere indossato.

### Helen West
Helen West è una dolce vecchia signora, che da brava vicina di casa di Janus si è impegnata a riparare una vecchia toga dell'Ark Society di Janus. È generalmente benvoluta da tutti nel vicinato, a cui fornisce muffin al mirtillo gratuiti ogni sabato. Nessuno sospetta che è una serial killer e che sta impiegando i cervelli umani delle sue vittime nei suoi muffin. Nel seminterrato della sua casa si possono trovare cervelli in barattolo e le chiavi della camera da letto di Frank Schmidt, che se viene aperta si scoprirà essere stata il luogo della morte dello stesso proprietario di casa, ritrovato qualche settimana prima in una pozza di sangue: la morte, archiviata come "reazione allergica violenta", è stata causata da Helen West. In un dialogo con Janus che potrà avvenire se questi giunge a far visita alla vicina, Helen gli dirà che la morte di Schmidt è stata un incidente e gli confiderà che da piccola si divertiva a uccidere gli animali del fratello e che all'università drogava i drink dei ragazzi solo per vedere quale reazione sarebbe successa (uno di questi cadde dalla finestra e si ruppe la schiena). Ha anche una pistola rosa sotto il cuscino chiamata "Ruby Rabbiosa" (Rude Ruby).

### Nelson Lafayette
Nelson Lafayette è l'infermiere di Janus e un appassionato di uccelli. Lo si può trovare vicino al fiume dove dà da mangiare alle anatre. Se gli uccelli verranno spaventati, si recherà da Janus (che non sopporta), per il suo controllo. Il suo vestito può essere indossato da 47. Non è chiaro se sia un parente di Oscar Lafayette.

### Jose Alrvarez
Jose Alrvaez è il disinfestatore di Whittleton Creek. Utilizza veleni sedativi non letali, in maniera tale da poter raccogliere gli insetti svenuti e poi liberarli in natura senza doverli uccidere. Da bambino aveva uno scarafaggio di nome "Pedro" come animale da compagnia, purtroppo ucciso dalla madre di Jose. Il vestito di Jose può essere indossato da 47.

### Gunther Mueller
Gunther Mueller è la guardia del corpo personale di Janus. Molto cauto, ha nascosto le sigarette di Janus dato che questi ha problemi respiratori.

### Frank Schmidt
Frank Schmidt era l'Araldo di Providence precedentemente assegnato a guardia di Janus prima di Nolan Cassidy. Residente a Whittleton Creek, Schmidt è stato "accidentalmente" ucciso da Helen West a causa di una reazione allergica. Apparentemente era amichevole con Janus. La sua casa ha una cassaforte a cui sembra interessato Nolan Cassidy.

### Blake Nathaniel
Blake Nathaniel è un famoso cacciatore di tesori, nonché l'ex partner di Sophia Washington.
Si incontra nella missione La Ark Society, intorno alla mostra del tesoro. Blake e Sophia hanno rotto la loro relazione a causa di un "incontro" piuttosto orribile, causato da una reliquia molto ricercata, la collana azteca dal valore inestimabile chiamata in seguito "serpente delle nuvole". Blake Nathaniel era in cerca di questa collana da mesi, aveva cercato in tutto il mondo per trovare degli indizi che lo avevano infine portato nel luogo, ma come vi giunse - per la sua rabbia - Zoe Washington e sua sorella, Sophia Washington, avevano trovato la posizione per prime e la loro squadra di mercenari aveva distrutto tutto all'interno del tempio, usando degli esplosivi, al solo scopo di accedere alla stanza dove era custodita la collana. Tuttavia, Blake Nathaniel non era il tipo da arrendersi, e dopo essersi calato dal soffitto, attivò una serie di antiche trappole mortali - uccidendo così almeno tre dei mercenari e quasi uccidendo le sorelle di Washington - e prese la collana da Sophia e se ne andò.
Blake Nathaniel in seguito donò la preziosissima collana azteca all'"Arca delle eredità" (museo della Ark Society), che la espose nella mostra del tesoro. Durante la sua visita all'isola di Sgàil, incontrerà le sorelle Washington in diverse occasioni, e durante questi incontri le sorelle Washington incominceranno una discussione sull'incidente.
Blake Nathaniel fa anche parte della storia della missione chiamata "Dovrebbe stare in un museo" (It Belongs in a Museum), chiaro riferimento alla stessa frase pronunciata dall'archeologo Indiana Jones nel film Indiana Jones e l'ultima crociata (relativamente alla croce d'oro di Coronado). Se il videogiocatore deciderà di sfruttare l'opportunità offerta dalla storia, dovrà sbarazzarsi di Blake Nathaniel e far indossare il suo travestimento all'Agente 47; usando questi abiti si dovrà poi spegnere il sistema di allarme (questo può essere fatto in più modi) e recuperare la collana dalla teca, trovare Sophia Washington e parlare con lei. Sophia scambierà 47 per il suo ex compagno e, ancora in collera con lui ma piacevolmente sorpresa dal fatto che egli sia tornato da lei "strisciando" e riportandole la collana, lo condurrà nella sua stanza, chiederà alle guardie di andarsene e, dopo una breve conversazione, gli chiederà di metterle la collana al collo. A questo punto si potrà ucciderla in più modi, ma il metodo di usare la collana come un filo di fibra è reso facilmente disponibile.
Il suo nome è un riferimento al cacciatore di tesori Nathan Drake, protagonista della serie videoludica Uncharted. Inoltre, in un suo dialogo con un architetto, fa riferimento alla storia di Uncharted 3: L'inganno di Drake.

### Axel Phinniger
Axel Phinniger è il Maestro delle cerimonie della Ark Society. È un attore di Broadway di successo ma, nonostante la sua forte esperienza nella recitazione dal vivo, è incredibilmente nervoso di esibirsi di fronte all'Ark Society (in particolare le gemelle di Washington) e non si è esibito per nessuna cerimonia sociale prima.

### Constantin
Constantin è il maggiordomo di Arthur Edwards, dopo aver prestato servizio alla precedente Costante, Janus. Se il videogiocatore farà travestire Agente 47 da Blake Nathaniel può parlare a Costantin e chiedergli di farsi seguire, e può condurlo fino alla cella frigorifera, una volta al cui interno il maggiordomo commenterà: 
«Proprio quello che è successo al cugino Winston...» (Exactly what happened to cousin Winston...), riferimento a Winston Smith, il maggiordomo di Lara Croft che segue costantemente il giocatore nel percorso d'addestramento all'esterno di Croft Manor in Tomb Raider II, in cui l'unica unica soluzione per non farsi seguire costantemente durante il tutorial è proprio chiuderlo nella cella frigorifera.

### Jebediah Block
Jebediah Block, magnate del carbone ultraconservatore, è uno dei cinque membri dell'alto consiglio della Ark Society, ovvero i cinque fondatori (tutti amministratori delegati di società energetiche). È contrario alla "rivoluzione verde" di Sophia Washington, che vorrebbe che i membri del consiglio smettessero di contribuire al cambiamento climatico globale e passassero all'energia rinnovabile, unico modo per mantenere la propria posizione restando ricchi e potenti e al contempo passere per i "buoni".

### Marek Sinclair
Marek Sinclair è l'ingegnere capo della Kronstadt Industries, ma lavora anche per la Ark Society: è infatti l'ingegnere responsabile della creazione del chip letale impiantato nel collo della Costante. Sophia Washington ha arruolato Sinclair in un piano subdolo per screditare la Costante: Sophia vuole che Sinclair vada dalla Costante e gli offra di rimuovere il chip; se la Costante abbocca, Sophia potrà dimostrare ai soci di Providence che il loro controllore non è affidabile. Sinclair, tuttavia, non era molto convinto di partecipare all'inganno. Il suo travestimento può essere indossato da 47.